# حريحور
حريحور، (بالإنجليزية: Herihor)‏، كان ضابطا في الجيش في مصر القديمة، وكبير كهنة آمون في طيبة في عهد الفرعون رمسيس الحادي عشر (1080 ق.م - 1074 ق.م). ثم توج ملكا على «مصر العليا» (في الجزء الأول من القرن الحادى عشر ق.م).

## نشأته وحياته

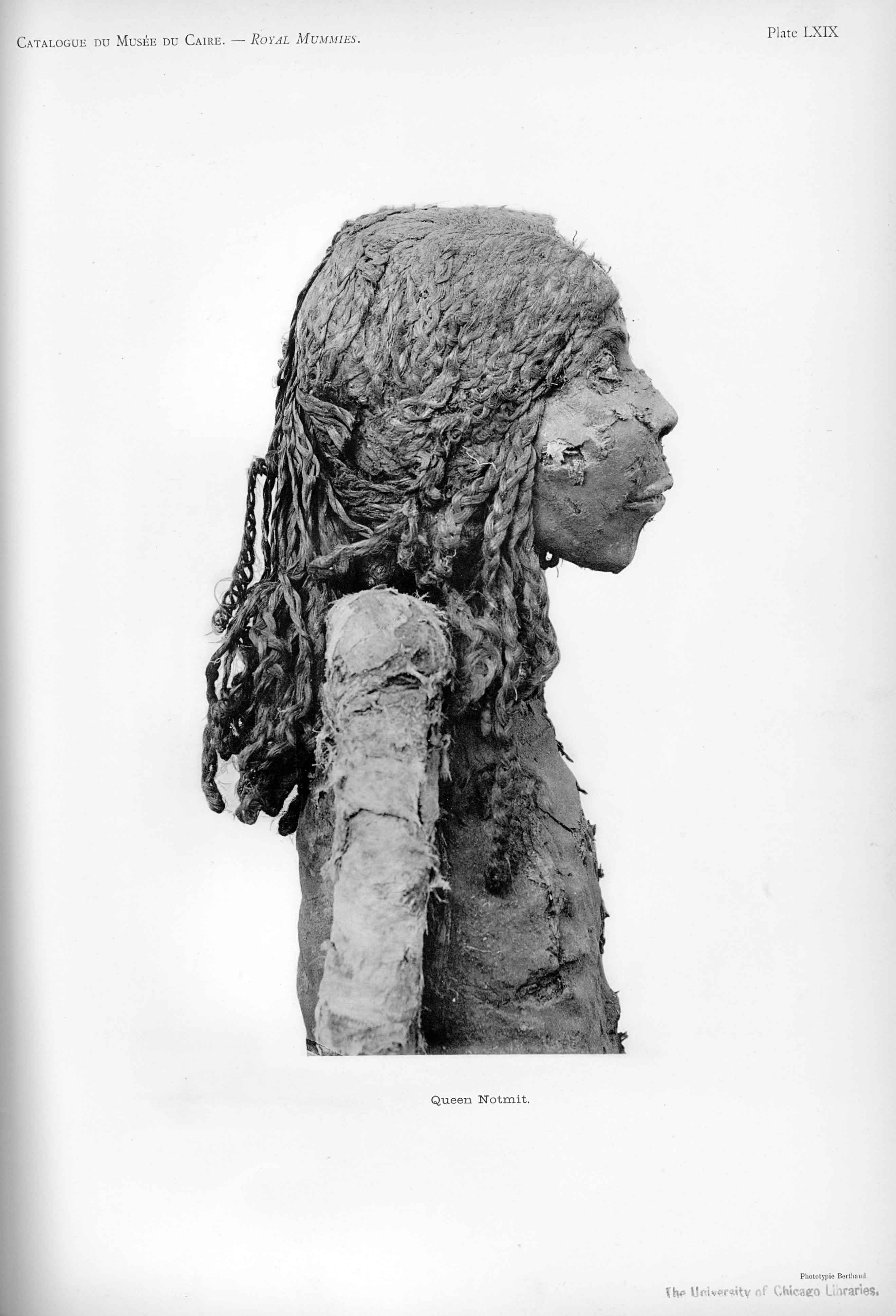
مومياء نجمت، زوجة حريحور

كان منبت حريحور غامضا فاسمه كان مصري ولكن العديد من أبنائه يحملون أسماء ليبية، مما يوحي بأنه قد انحدر من نسل أحد هؤلاء المستعمرين أو الغزاة المتمصرين حديثا والذين أصبحوا بعد ذلك يمثلون أرقى طبقات الرتب العسكرية. ولقد توفيت زوجة حريحور نجمت (بالإنجليزية: Nedjmet)‏ بعده بفترة طويلة، وعثر على موميائها في خبيئة الدير البحري، وكانت تحمل لقب «أم الملك»، مما يدعو للاعتقاد بأن هذين الزوجين قد أنجبا ابنهما «سمندس» مؤسس الأسرة الواحدة والعشرين. وكان الظهور المفاجئ ففي مجال القطع الفنية لسوار نفيس نقش عليه اسم «حريحور» قد لفت نظرنا مؤخرا أن مقبرة مؤسس الدولة الدينية الطيبية مازالت مجهولة لنا، (وليس من المستبعد أن تكون هذه الحلية النفيسة هي إحدى القطع التي سرقت حوالي عام 1870 من خبيئة الدير البحري).

## المناصب
أن مهمة كبير الكهنة «النبى الأول لآمون»، خلال عهد آخر الملوك الرعامسة، قد أصبحت من الوظائف الوراثية. وفي واقع الأمر، لم يعرف أصل أو منبت، حريحور ولكنه، خلال حكم رمسیس الحادى عشر، خلف أمنحتب في وظيفة «نبى آمون». وفي العام التاسع عشر من عهد ذاك الفرعون، نصب وزير و «نائب الملك في النوبة». بعد ذلك، أنعم عليه برتبة «قائد الجيش المصرى»؛ وسرعان ما أصبحت مقاليد السلطة الفعلية في قبضته. وبالرغم من ذلك، لم ينزع اللقب الملكى عن رمسيس الحادى عشر. وعلى ما يعتقد، أن «حريحور» قد تحلى بالتعقل والتروى، وانتظر وفاة آخر ملوك الأسرة العشرين، لكى يتوج نفسه ملكا على عرش مصر.
فقد كان أحد الوزيرين المقيمين في مصر العليا لتوجيه الأعمال الإدارية والضرائبية والقضائية، كما كان نائب الملك بالنوبة يقوم بقيادة فرق الجيش وتحصيل الضرائب واستغلال مناجم الذهب، كما كان كبير كهنة آمون المهيمن على مستخدمي وأملاك هذا الإله الذي أصبح أكثر الملاك ثراء بالبلاد، والذي يقوم أيضا عن طريق وسيطه بدور الحكم الملزم بالبت في كافة القرارات، كما كان القائد الأعلى على رأس كافة القوات المسلحة.
في عهد الملك رمسيس الحادي عشر، في أواخر الأسرة العشرين، قام بإدارة كافة موارد الجنوب، كما كان «قائد جيش مصر بأكمله». وكان في مصر السفلى نظير «لحريحور» يدعى «سمندس» يرتبط معه ببعض صلات التعاون في مجال الشعائر الدينية والعلاقات التجارية.
وإذا كان «حريحور» قد اعترف لبعض الوقت بواقعه كبشر آدمي، وبالسيادة المقدسة لرمسيس الهزيل. إلا أنه سرعان ما جار وتعدى على امتيازات الفرعون الخارقة للطبيعة. فها هو يلقب «بابن آمون» ويضع اسمه ولقبه ككاهن أكبر في خرطوش. بل أخذ يقيم الشعائر الدينية في نفس المكان بدلا من الملك نفسه، مرتديا الزي الملكي، كما تصوره نقوش جدران معبد الإله خونسو بالكرنك، وقام بترميم قاعة الأساطين الشهيرة للإله آمون. وتحت رعايته اتخذت إجراءات معالجة وحماية مومياوات الملكين «سيتي الأول» و«رمسيس الثاني».
ويبدو أن هذه الوزارة الفريدة في نوعها لم تستمر طويلا (1080 - 1064 ق.م). إذ لاقت شرعية «حريحور» بين وقت وآخر بعض المعارضة، ومحيت صوره واسمه من إحدى اللوحات التي كان قد كرسها في أبيدوس. ولا شك أن هذا الرجل قد وضع أسس نظام استمر وبقى طويلا: فخلال ما يزيد على ثلاثة قرون تكونت في مصر العليا مقاطعة مستقلة سياسيا يحكمها كاهن كان يشغل كذلك منصب القائد الحربي.